# Самуилова Твердыня (крепость, Северная Македония)
Самуилова Твердыня (макед. Самуиловата тврдина) — средневековая крепость на восточном берегу Охридского озера в городе Охрид в республике Северная Македония. Первые укрепления в этом месте были построены ещё по приказу царя Древней Македонии Филиппа II (отца Александра Великого). Своё нынешнее название крепость получила в честь средневекового болгарского царя Самуила.

## История

### Период Античности
Самуилова твердыня является одним из крупнейших фортификационных сооружений, сохранившихся до наших дней в Северной Македонии. Впервые она упоминается ещё в III веке до нашей эры знаменитым историком Титом Ливием. Тогда её называли крепостью античного города Лихнидос.
В 148 году до н. э. поселение перешло под контроль римлян.
Город Лихнидос одним из первых в Римской империи стал вотчиной христианства. Местные епископы упоминаются как участники всех первых Вселенских соборов.
Ещё в V веке нашей эры римские историки упоминали Лихнидос как хорошо укрепленный город. Как и другие римские полисы на Балканском полуострове он должен был иметь надёжную защиту от нашествий воинственных племён в эпоху Великого переселения народов IV-VI веков. Отремонтированная крепость в 479 году выдержала осаду знаменитого остготского короля Теодориха Великого.
После разрушительного землетрясения 518 года город пришлось восстанавливать и он оказался почти полностью перестроен. От древних македонских построек сохранились только мраморные колонны.

### Средние века

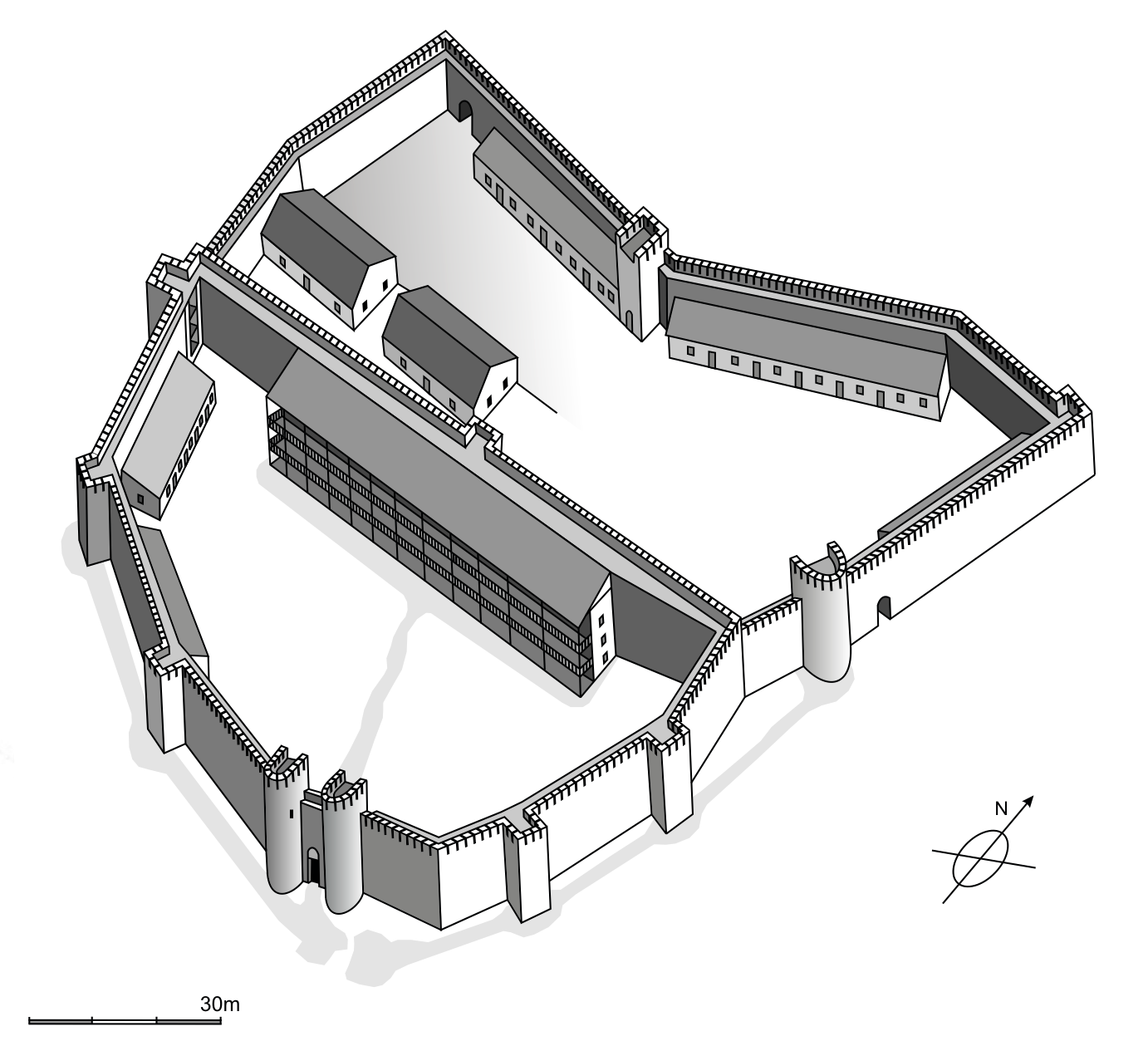
Реконструкция крепости в эпоху Первого Болгарского царства

В последующие века крепость находилась в составе Византийской империи. Её неоднократно расширяли и усиливали. Заселение славянскими племенами территории Северной Македонии в ранее Средневековье прошло сравнительно мирно. Крепость обошлась без каких-либо серьезных разрушений. Примерно с IX века название Лихнидос вытесняется новым — Охрид.
Позднее, на рубеже X-XI веков Охрид выбрал своей столицей болгарский царь Самуил. Он перестроил крепость и сделал её внешние каменные стены ещё более толстыми и прочными. Сегодняшняя форма крепости сложилась в эпоху правления царя Самуила. Хотя позднее укрепления не раз модернизировали и вносили в их облик определённые изменения и византийцы, и завоевавшие Балканы турки-османы.
Расцвет Охрида пришёлся на тот период, когда он был столицей Болгарского царства. Здесь же некоторое время находились и резиденции иерархов болгарской православной церкви.
В 1018 году крепость захватили византийцы. Под их властью она оставалась два века.
При Иване Асене II (1218—1241) крепость оказалась в составе вновь образовавшегося независимого Болгарского царства.
В 1334 году Охрид завоевал сербский король Стефан IV Душан.
До конца XIV и начала XV века главные жилые и административные здания Охрида находились внутри крепостных стен.
Всё изменилось после того, как Охрид и окрестные земли были завоёваны турками-османами в 1394 году. В XV веке сюда стали активно прибывать колонисты из Малой Азии. Население города стало быстро расти. И жилые кварталы шагнули далеко за пределы старых стен.
Позднее крепость была заброшена и пришла в упадок. Внешние стены постепенно снесли или разобрали на строительный материал для новых зданий. Никаких сооружений внутри крепости не сохранилось. К XX веку Самуилова Твердыня лежала в руинах.
Последним правителем крепости был Джеладин-бей.

## Современное состояние
Серьёзное изучение крепости и поиск артефактов начались в 2000 году. В настоящее время внутри регулярно проводятся археологические раскопки. Так как Охрид за многие века не раз сменял властителей, а сами укрепления многократно ремонтировались, то любые находки дают богатый материал для учёных. В частности в районе Верхних ворот были обнаружены многочисленные мраморные плитки с греческими и римскими надписями. Вероятно в этом районе в античные времена находилось много жилых зданий и языческих храмов. Но самыми ценными находками стали знаменитая «Золотая маска» и «Золотая перчатка», датируемые V веком до нашей эры.
Одновременно уже много лет проводится тщательная реставрация крепостных стен.

## Описание
Крепость до сих пор представляет собой самую высокую часть Охрида, которая возвышается на 100-метровой скале над поверхностью озера Охрид.
Самая главная часть крепостных стен достигает высоты от 10 до 16 метров. По углам располагались массивные каменные башни. В прежние времена нынешняя крепость выполняла функцию цитадели. А снаружи имелось внешнее кольцо стен. Один конец этой стены спускался на запад к берегу озера, а второй был направлен на восток, затем спускался на юг и также упирался в берег озера.
Самуилова Твердыня несёт зримые следы частых ремонтов. Под частично разрушенным внешним слоем облицовки стен можно увидеть горизонтальные слои византийской кирпичной кладки. В стенах у Верхних ворот найдено много камней с греческими надписями. Эти камни брали из демонтированных зданий античной эпохи.

## Галерея

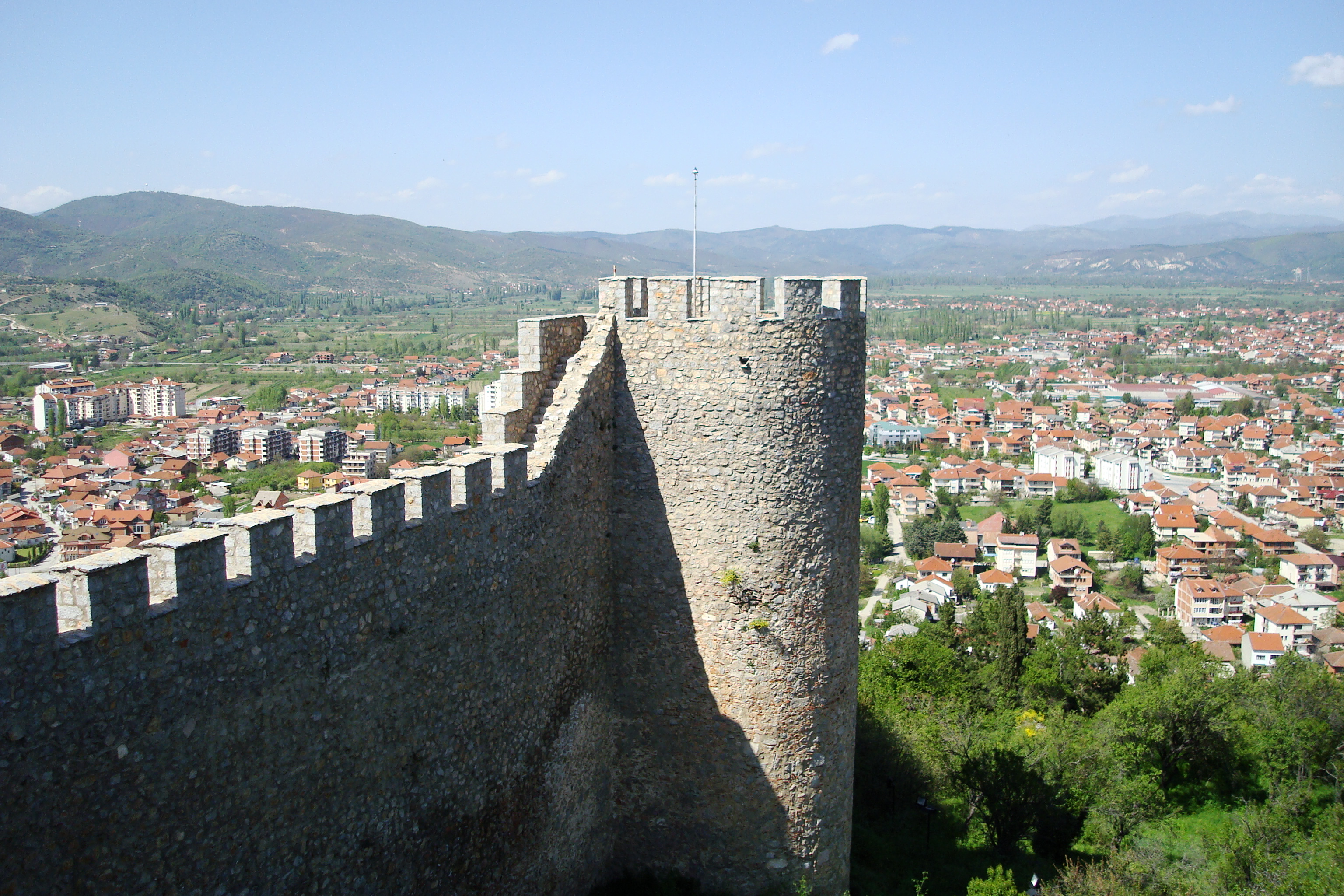
Одна из угловых башен
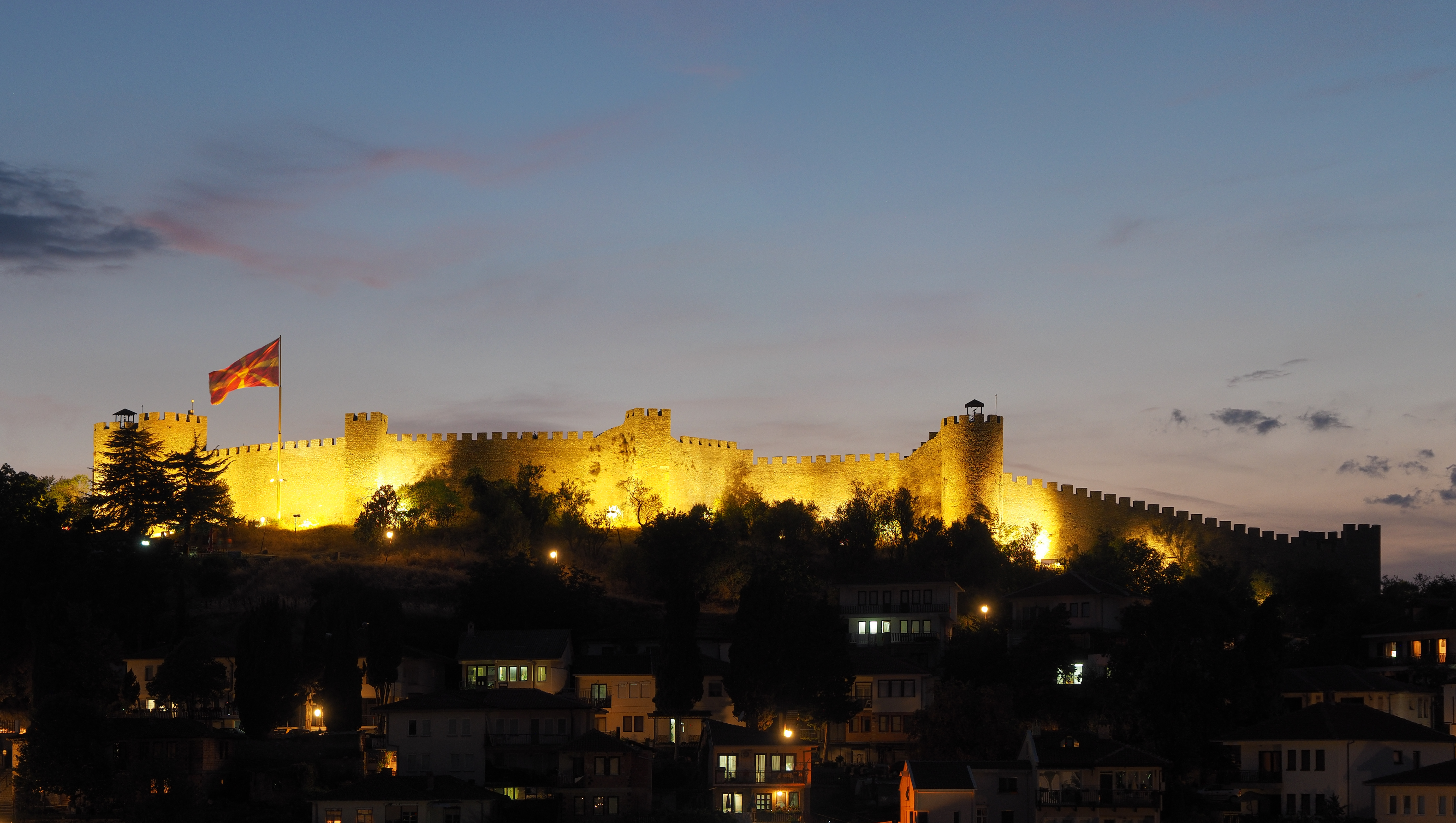
Ночная подсветка крепости
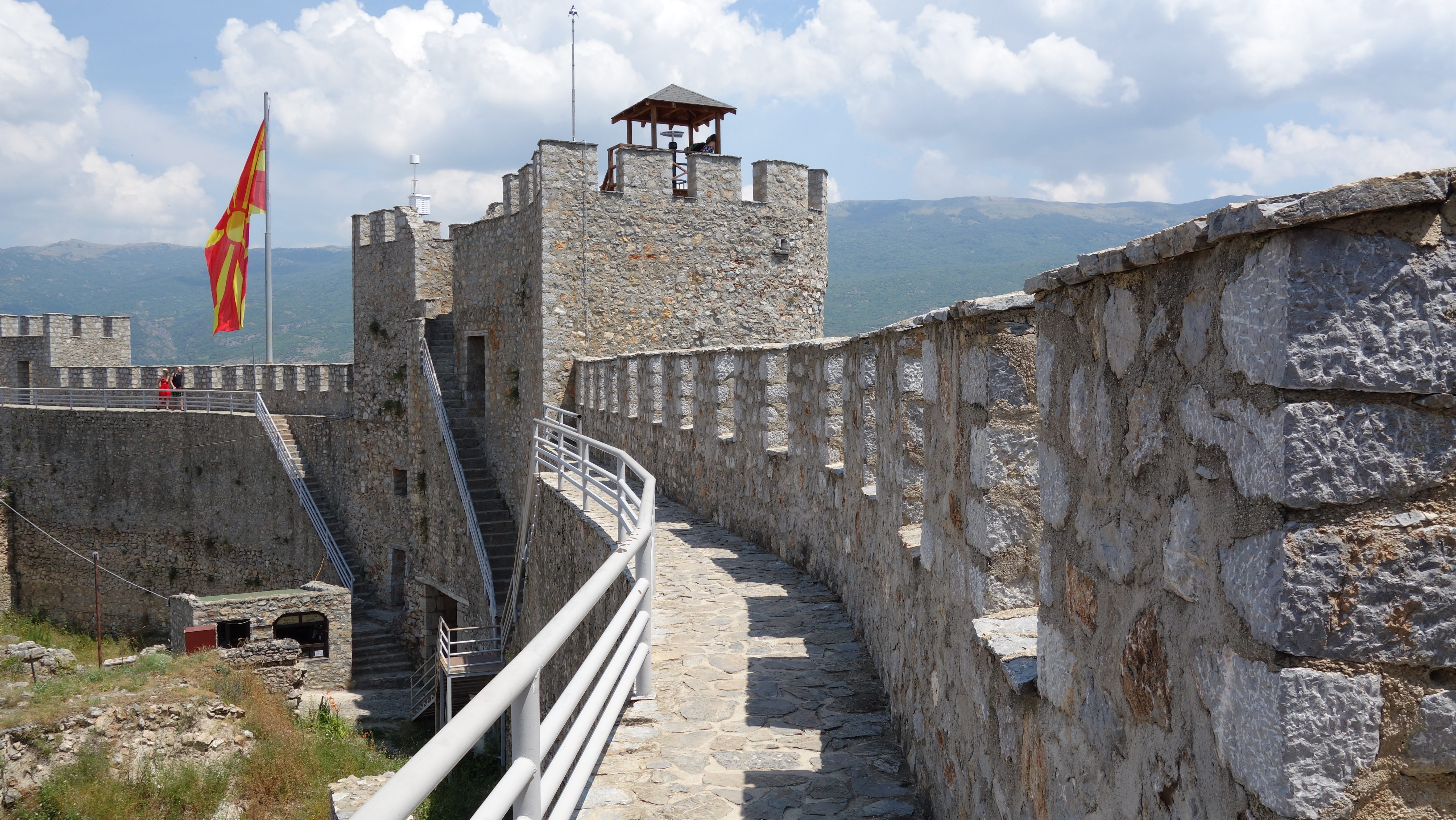
Стены крепости изнутри
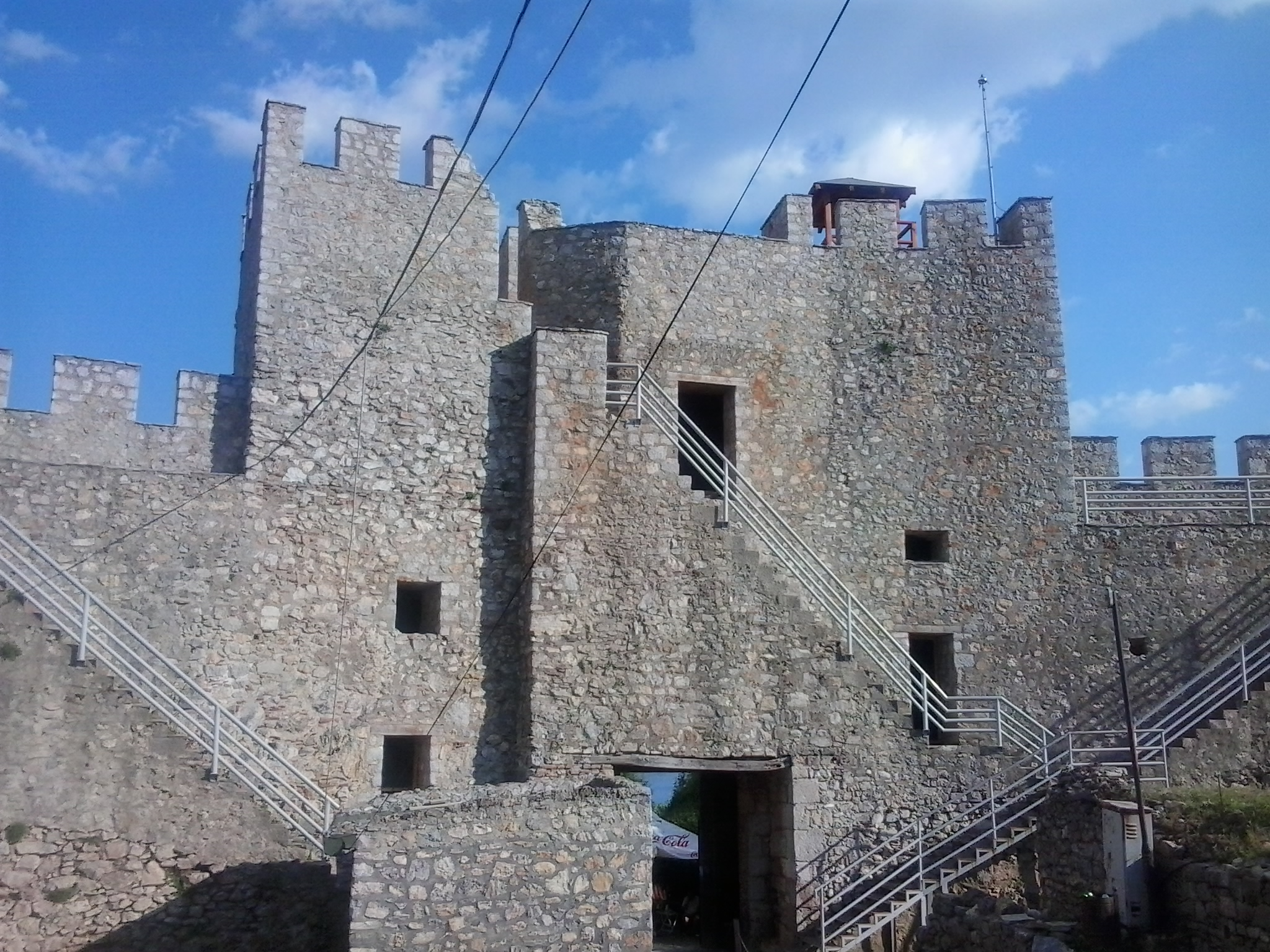
Ворота, ведущие в крепость
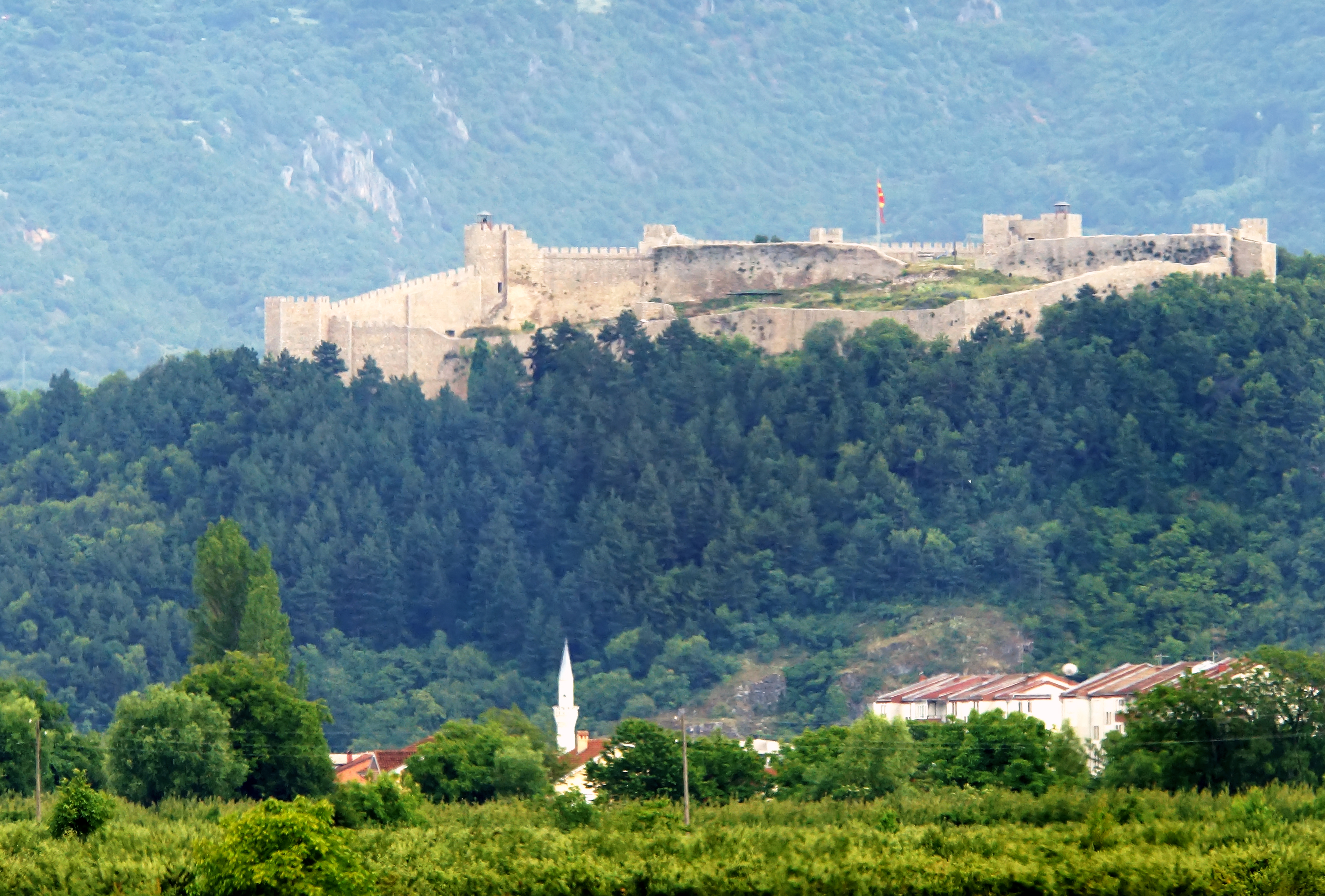
Вид крепости с западной стороны